# Anna Marie Kaprová z Kaprštejna
Anna Marie Kaprová z Kaprštejna (rozená z Griefenfelsu, okolo roku 1600? Praha? – 30. ledna 1626 Staroměstské náměstí, Staré Město pražské) byla česká šlechtična, manželka císařského rady a místosudího apelačního soudu Jana Daniela Kapra z Kaprštejna. 
Spolu se svým milencem Adamem Zapským ze Záp byla usvědčena, odsouzena za spoluúčast na vraždě svého manžela Jana Daniela z Kaprštejna a v lednu 1626 veřejně popravena stětím. Její poprava patřila mezi nejkrutější vysoce společensky postavených žen v historii Prahy a celého Českého království.
Aféra s vraždou císařského rady a soudní proces nad Adamem Zapským a Annou Marií se staly předmětem zvýšeného zájmu již ve své době. V 19. století v době romantismu a zvýšeného nacionalismu se stal Zapského případ inspirací k vytvoření četných románových děl a literárních fikcí, přičemž silně zapustil kořeny také do ústní tradice. Případ Adama Zapského a Anny Marie Kaprové je s odstupem dáván za klasický příklad aplikace trestního práva a hrdelního procesu v první čtvrtině 17. století. Na osudu obou lze také snadno demonstrovat krizi české předbělohorské stavovské společnosti a četné přehmaty zemských úřadů a úředníků v době následující krátce po porážce stavovského povstání.

## Život

### Mládí
Narodila se okolo roku 1600 do pražské měšťanské rodiny, byla vnučkou staroměstského měšťana, konšela a posléze purkmistra Starého Města pražského Jana Piláta Rakovnického z Jenštejna. Okolo roku 1620 byla v mladém věku proti své vůli provdána za mnohem staršího českého šlechtice Jana Daniela Kapra z Kaprštejna, soudce a vysokého úředníka, který proslul především jako předseda soudu vůdců potlačeného českého stavovského povstání a popravy 27 odsouzených na Staroměstském náměstí. Kaprštejn pojal Annu Marii za svou choť především z pragmatických důvodů, jelikož se jednalo o výhodnou partii. On sám zbohatl na pobělohorských konfiskacích značným způsobem, neboť získal nejen Dolní Počernice a Chvaly spolu s vinicí u Prahy, ale také výstavní malostranský dům U černého orla na Malostranském náměstí. Stejně tak Anna Marie tímto sňatkem získala vyšší společenské postavení. 
V letech 1622–1623 držel Kaprštejn dočasně bývalé Zapského panství v Dubči, a dokonce to byl on, kdo v roce 1622 svou ženu vyzval, aby zabrala statek Kyje jejich sousedovi Adamu Zapskému ze Záp, na což si Adam Zapský otevřeně stěžoval.
Zápský byl naopak konfiskacemi postižen: kvůli podpoře povstání přišel o třetinu svého majetku. K vážnému porušení výnosu samotné konfiskační komise pak došlo roku 1623, kdy Zapskému nebyl přiznán nárok na proplacení zbylých dvou třetin majetku, na které se konfiskace nevztahovala. Ve snaze vyplatit se z konfiskace a udržet alespoň samotnou Dubeč nadělal Adam Zapský v letech 1622–1624 velké dluhy. Jelikož mu byl zkonfiskován také dům v Praze, přišel takřka na mizinu. Pro neschopnost splácet dluhy byl dokonce načas uvržen do vězení a na svobodu byl propuštěn teprve v roce 1625.

### Vražda Kaprštejna
Oba se seznámili v letech 1622–1624, kdy se snažil Adam Zapský získat zpět svůj zabavený majetek. Oba dva se stali brzy milenci a svůj poměr dle tehdejších zvyklostí ani nijak neskrývali, ačkoliv také Zápského vázal sňatek s Evou Zapskou ze Záp. Bylo to tak veřejné tajemství, o kterém nejspíše nevěděl jen sám Kaprštejn, který jako císařský rada trávil většinu času v Praze, kdežto jeho žena na venkovských statcích, ponejvíce pak na zámečku v Dolních Počernicích. Strach z prozrazení vedl nakonec oba milence k zosnování vražedného plánu. Kaprštejn měl být zabit, čímž by se Anna Marie stala jedinou dědičkou celého majetku. Stále ještě mladý a naivní Zapský, který přišel o všechen majetek, pravděpodobně věřil, že mu jeho milenka následně poskytne finanční náhradu za zabavené Kyje.
Zámek Dolní Počernice

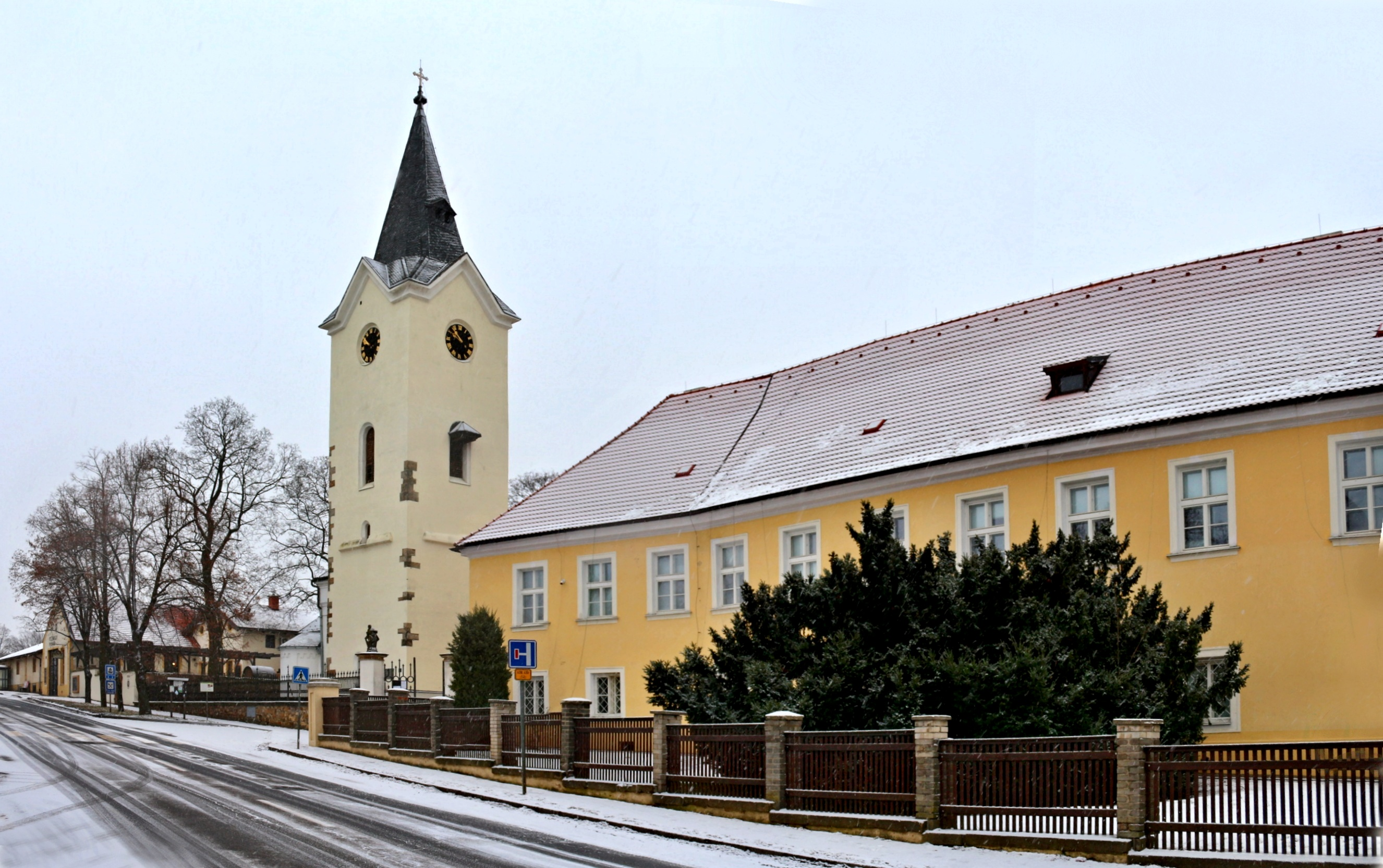
Kostel Nanebevzetí Panny Marie a zámek v Dolních Počernicích

Kaprštejn byl svou ženou 13. listopadu 1625 záludně vylákán z Prahy. Při cestě z Prahy do Dolních Počernic jej v lesích u Hrdlořez přepadl sám Adam Zapský spolu s najatým pacholkem a Kaprštejna úkladně zavraždil, doufaje snad, že vina padne na lupiče pocestných. Spolu s ním na místě zahynuli také jeho sluha a kočí.

### Proces
I když Zapský z místa činu uprchl do Prahy a snažil se získat si alibi, vražda vlivného a mocného císařského rady se začala ihned vyšetřovat. Milenecký vztah Zapského a Kaprovy ženy byl na základě výpovědí svědků rychle odhalen. Oba byli zatčeni (Anna Marie 22. listopadu), uvězněni a podrobeni soudnímu přelíčení. Jak Adam Zapský, tak Anna Marie se ke svému činu přiznali, ačkoliv se při výsleších snažili zjevně svalovat vinu jeden na druhého a všemožně se kát. Celá kauza vzbudila mimořádný rozruch. Především za Zapského se přimlouvaly mnohé osobnosti, například Albrecht z Valdštejna, který byl zčásti potomkem Smiřických ze Smiřic, s nimiž se rod Zapských ze Zap v roce 1610 příbuzensky spojil. Žádost o milost pro Zapského byla však ve Vídni zamítnuta samotným císařem. Anna Marie byla jako cizoložná žena a jeden z iniciátorů vraždy svého muže neprodleně odsouzena k trestu smrti, a to způsobem neobyčejně krutým. Měla být mrskána, pohřbena zaživa a probodnuta kůlem. Na přímluvu příbuzných a dalších osob jí byl však nakonec trest zmírněn na mrskání a stětí. Na svou popravu čekala ve staroměstském vězení. Adam Zapský byl vsazen do Bílé věže na Pražském hradě, kde čekal na vynesení rozsudku. Také on byl posléze odsouzen k trestu smrti stětím.

### Poprava
Dne 30. ledna 1626 byla nešťastná Anna Marie vyvedena z vězení na Malé Straně pražské, kam byla převezena. Byla ostříhána a obnažena do půli těla, připoutána k dřevěné židli a na voze dopravena před dům U černého orla zavražděného pana Kaprštejna. Tady byla za přítomnosti velkého množství lidu mrskána katem a jeho pomocníky metlami. Podruhé si vytrpěla mrskání na malostranském pranýři. Napotřetí ubohou ženu mrskali před Staroměstskou radnicí. Zde ji pak, téměř v bezvědomí, vyvedli na popraviště, kde ji vzápětí sťal mečem kat Jan Mydlář. Toto krvavé divadlo si nenechaly ujít stovky a tisíce Pražanů.
Nešťastný Adam Zapský byl pak popraven v ranních hodinách 3. února 1626 na nádvoří starého purkrabství Pražského hradu. Dačický píše, že při popravě kat „…netrefil jeho krk a do půl hlavy jemu vťal.“ Pohřben byl v kostele sv. Tomáše na Malé Straně pražské. Adamem Zapským vymřela dubečská větev Zapských ze Zap po meči.

## Ohlas
Celý případ vraždy Kaprštejna a Zapského čin získaly už ve své době velkou pozornost. Tato událost dokonce nadlouho zastínila válečné události třicetileté války. O tomto činu se zmiňují všichni významní současníci jako Mikuláš Dačický z Heslova, Jan Jiří Harant z Polžic a Bezdružic nebo Šimon Eustach Kapihorský. O Kaprštejnově vraždě se dočteme také v Komenského "Historii o těžkých protivenstvích církve české". Ještě Jan František Beckovský píše o téměř sto let později o Zapského činu. Největší popularity se celý příběh dočkal v 19. století, kdy mu byl mylně a dodatečně vkládán motiv tragické lásky, který se protnul s motivem náboženského, a dokonce národnostního zápasu. Toho obratně využil historik a spisovatel Josef Svátek, který ve svém nesmrtelném románu "Paměti katovské rodiny Mydlářů v Praze" zvěčnil Zapského příběh. Tím došlo k vytvoření fiktivní románové balady, která negativně ovlivnila také četná faktografická díla. Dnes je Zapského proces často zmiňován zejména bulvárními a senzacechtivými časopisy a magazíny, kde se stále opakují stejné historické chyby a mýty. Dnešní česká historiografie oproti tomu vnímá celý příběh v kontextu doby a jako nesporně zajímavou a svým způsobem unikátní epizodu pobělohorského práva a kriminality.